# Mramorna regija
Mramorna regija (turski: Marmara Bölgesi) je jedna od sedam zemljopisnih regija Turske.

## Zemljopisne karakteristike
Regija se prostire na sjeverozapadu zemlje, na dva kontinenta; Aziji i Europi, i duž obala tri mora Mramornog (Marmara Denizi) - po kojem je dobila ime, Egejskog (Ege Denizi) i Crnog (Kara Denizi). 
Sa zapada graniči s Grčkom, sa sjevera s Bugarskom, s juga s Egejskom regijom, s istoka s Crnomrskom regijom i s jugoistoka sa Središnjom Anadolijom.
Mramorna regija ima površinu od 73.027,57 km² i ukupno 22.743.453 stanovnika. Iako je teritorijalno najmanja (to je svega 8.6 % turskog teritorija) ona je ekonomski najrazvijenija, pa je i najgušće naseljena regija jer tu živi čak 30% svih stanovnika Turske.

## Pokrajine Mramorne regije
Mramorna je regija administrativno podjeljena na 11 pokrajina.
- Pokrajina Balıkesir
- Pokrajina Bilecik
- Pokrajina Bursa
- Pokrajina Çanakkale
- Pokrajina Edirne
- Pokrajina İstanbul
- Pokrajina Kırklareli
- Pokrajina Kocaeli
- Pokrajina Sakarya
- Pokrajina Tekirdağ
- Pokrajina Yalova

## Vanjske poveznice
- Administrative units